# Alejandro Barrera García
Alejandro Barrera García, detto Álex (Oviedo, 12 maggio 1991), è un calciatore spagnolo, centrocampista del Llanera.

## Carriera
Ha giocato nella massima serie dei campionati spagnolo ed indiano.

## Palmarès

### Club

#### Competizioni nazionali
- Indian Super League: 1

Bengaluru: 2018-2019